# Sergi García
Sergi García Calvo (Palma, Mallorca, 17 de febrero de 1997) es un jugador de baloncesto español, que ocupa la posición de base. Actualmente milita en el Covirán Granada de la Liga ACB. Es hermano del también baloncestista Marc García Calvo.

## Biografía
Sus inicios baloncestísticos tendrían lugar en las categorías inferiores del Club Sant Josep Obrer de Palma. Posteriormente entró en el Centro de Tecnificación Deportiva de las Islas Baleares.
En 2013 llegaría a Zaragoza para recalar en el CAI Zaragoza después de disputar el All-Star del Jordan Brand Classic en Brooklyn y como capitán de la selección española promediando 8 puntos, 3,2 rebotes y 1,4 asistencias ayudando a que España se alzase con el oro en el Europeo U-16 disputado en Kiev.
Si bien Sergi recalaría en “El Olivar”, club aragonés vinculado al CAI Zaragoza y que se encontraba en EBA, el jugador balear no tardaría en hacer historia. Su debut en el baloncesto profesional se produce defendiendo los colores del CAI Zaragoza el 3 de noviembre de 2013 cuando José Luis Abós lo hizo debutar en el Pabellón Príncipe Felipe de Zaragoza durante el partido correspondiente a la cuarta jornada de la Liga ACB contra Bàsquet Manresa en la temporada 2013-14, pasando a ser con 16 años, 8 meses y 14 días el jugador más joven en debutar con el equipo maño. Su gran rendimiento en El Olivar y los entrenamientos con el primer equipo le ayudarían a seguir creciendo como jugador y lo llevarían de nuevo a la selección española, disputando con esta el Mundial U-17 en Dubái.
La siguiente campaña en el conjunto maño sería muy parecida a la anterior. Sergi haría alguna aparición especial en la ACB con el CAI Zaragoza, aunque también debutaría en la Copa del Rey y en la Eurocup mientras que seguía a pleno rendimiento con el equipo de EBA. Disputaría el Mundial U-19 en Creta y el Europeo U-18 en Votos, ambos campeonatos disputados en Grecia.
La campaña 2015-16 sería algo diferente para el balear. El filiar maño ascendió a LEB Plata por lo que el nivel de exigencia para su juego subía, lo que no suponía un bajón en su rendimiento. Sergi García terminaría promediando 11,2 puntos, 3,5 rebotes y 3,2 asistencias en algo menos de 28 minutos.Además de su rendimiento en LEB Plata, Sergi García tendría algo más de protagonismo en el CAI Zaragoza, disputando un total de 20 partidos con el equipo esa temporada (12 en ACB y 8 en Eurocup). Además, con la selección española Sergi tendría un promedio de 8 puntos, 2,4 rebotes y 3,6 asistencias para así ayudar a España a alzarse con el oro de nuevo en el Europeo U-20 de Helsinki.
En la temporada 2016-17, Sergi formaría parte de la primera plantilla del Tecnyconta Zaragoza acompañando a los mandos del equipo a Tomás Bellas, disputando una media 16 minutos por partido, sus números no fueron escandalosos (4,5 puntos, 1,3 rebotes y 2,3 asistencias), si bien el juego del base balear fue perjudicado por el mal juego ejecutado por toda la plantilla a lo largo de toda la temporada, lo que les estuvo a punto de suponer el descenso a LEB Oro. 
En verano de 2017, volvería a ser llamado por la selección U-20 para disputar otro campeonato europeo en Creta, pero no volverían a repetir la misma gesta que el año anterior.
En diciembre de 2017, se confirma el interés del Valencia Basket para incorporar al base a su plantilla, debido al buen rendimiento de inicio de temporada (9,6 puntos, 3,2 rebotes y 2,8 asistencias en 20 minutos para promediar 12,9 de valoración), números que le alcanzaron al TOP 3 de valoración de jugadores españoles, sino que le convirtieron en uno de los pilares de la plantilla maña, junto a la estrella norteamericana Gary Neal.
En abril de 2019, es cedido al Bàsquet Manresa para jugar las últimas jornadas de la Liga Endesa, tras jugar solo 17 partidos durante temporada 2018-19 en la Liga Endesa con unas medias de 2'3 puntos y 2'1 de valoración en 6 minutos por partido.
En julio de 2019, es cedido al equipo alemán del SC Rasta Vechta. A las órdenes de Pedro Calles disputó 9 partidos de liga con 8,3 puntos y 3,4 asistencias por partido en 19 minutos, con 11,5 puntos y 5,5 asistencias en los dos partidos que disputó de la Basketball Champions League con el cuadro alemán. Así las cosas, fue llamado por Kirolbet Baskonia para sustituir sus bajas en la posición de base, donde disputó 12 partidos promediando 1,9 puntos y 1,8 asistencias en 11 minutos y medio por partido.
En julio de 2020, firma por el Morabanc Andorra de la Liga Endesa, tras desvincularse del Kirolbet Baskonia.
El 14 de diciembre de 2021, firma por el Club Baloncesto Gran Canaria de la Liga Endesa.
El 10 de junio de 2022, firma por el Club Baloncesto Breogán de la Liga Endesa. Su buena campaña supone su vuelta a la Selección de baloncesto de España para las ventanas FIBA disputadas en febrero de 2023, enfrentándose a Islandia e Italia.
El 3 de julio de 2024, firma por el C. B. Granada de la Liga ACB.